# Cementerio nacional de Baton Rouge
El Cementerio nacional de Baton Rouge (en inglés: Baton Rouge National Cemetery) es un cementerio nacional de Estados Unidos ubicado en la parroquia Baton Rouge este, en la ciudad de Baton Rouge, Luisiana. Abarca 7,7 acres (3,1 ha), y según datos de finales de 2005, había 5.459 sepulturas.
Los entierros en el recinto del cementerio se llevaron a cabo ya en 1830, pero el sitio fue utilizado sobre todo durante la guerra civil estadounidense para enterrar a los soldados que murieron en Baton Rouge y los campos de batalla de los alrededores, como Plaquemine y Camden. Se convirtió en un cementerio nacional oficial en 1867, y se les dieron recompensas a todo el que informó de la tumba de un soldado de la Unión, para que sus restos pudieran ser inhumados en el cementerio.